# مولانا عبدالعلی بیرجندی
نظام الدین عبدالعلی بیرجندی (تولد نامعلوم، وفات ۹۳۴ هجری قمری), ریاضیدان و ستاره‌شناس مشهور سده‌های نهم و دهم هجری قمری بود. نام کامل وی نظام الدین عبدالعلی بن محمد بن حسین است و او را با القاب فاضل بیرجندی و محقق بیرجندی نیز نامیده‌اند.
از تاریخ تولدش اطلاع دقیقی در دست نیست و دربارهٔ مذهب او نیز بحث‌هایی وجود دارد. برخی وی را حنفی و برخی شیعه دانسته‌اند.
عبدالعلی بیرجندی از محضر استادان بزرگی بهره برد. علم حدیث را نزد غیاث‌الدین جمشید کاشانی، فنون حکمی را نزد منصوربن معین الدین کاشی، همکار غیاث الدین جمشید کاشانی، و سایر علوم را نزد کمال الدین قنوی آموخت. ملا مسعود شروانی و سیف الدین تفتازانی نیز از استادان او به‌شمار می‌روند.
وی در سال ۹۳۴ هجری قمری وفات یافت. آرامگاه وی در روستای بجد از توابع شهرستان بیرجند، واقع است.

## آثار
وی دارای تألیفات بسیاری در زمینه ریاضیات و ستاره‌شناسی به زبان‌های فارسی و عربی بوده که برخی از آنان در کتابخانه‌های انگلستان و هند نگهداری می‌شوند. آثار وی عبارتند از:
- اسطرلاب، به فارسی، که آن را به نام‌های بیست باب در معرفت اسطرلاب و تحفه حاتمیه نیز معرفی کرده‌اند. این اثر در جمادی‌الاولی ۹۰۰ نوشته شده‌است. نسخه‌ای از این رساله در موزه بریتانیا نگهداری می‌شود.
- شرح مختصر الهیئه، به عربی، شرحی است بر ترجمه عربی خواجه نصیرالدین طوسی از سی فصل در معرفت تقویم خود، با نام مختصر الهیئه. نسخه‌ای از آن به شماره add۳۵۸۹ در دانشگاه کیمبریج وجود دارد.
- المختصر فی بیان آلات الرصد، به عربی. تنها نسخه شناخته شده این کتاب در کتابخانه آصفیه در هندوستان نگهداری می‌شود.
- شرح التذکرة النصیریة فی الهیئة، به عربی، تألیف در سال ۹۱۳ هجری قمری، شرحی بر التذکرة النصیریة فی الهیئة خواجه نصیرالدین طوسی است. در سال ۱۱۴۲ هجری قمری (۱۷۲۹ میلادی) نایاناسو کهوپادیایه، این کتاب را به زبان سانسکریت ترجمه کرده‌است.
- ابعاد و اجرام، به فارسی، در بیان ابعاد و مسافتهای زمین و بعضی مسائل فلکی. این کتاب اجرام سفلی و اوضاع اجرام علوی، مسالک و ممالک و مساحت سطوح اجسام نیز نامیده شده‌است.
- شرح بیست باب در معرفت اسطرلاب، به فارسی، تألیف در سال ۸۹۹ هجری قمری، شرحی است بر رسالة خواجه نصیرالدین طوسی در اسطرلاب
- الحاشیه علی شرح الملخص، تألیف بعد از سال ۹۲۱ هجری قمری، حاشیه‌ای است عربی بر شرحی که قاضی زاده رومی بر رسالة الملخص فی الهیئة چغمینی نوشته‌است.
- در علم فلاحت و زراعت که امروز با نام معرفت فلاحت (دوازده باب کشاورزی) منتشر شده‌است.
- بیست باب در معرفت تقویم
- ترجمة تقویم البلدانِ ابوالفداء
- رساله در هیئت، به فارسی
- رسالة فی آلات الرصد، به عربی
- شرح آداب المناظره، به عربی، که در باب منطق است.
- شرح الشمسیة، به عربی که در باب ریاضیات است.
- شرح الفوائد البهائیة، به عربی، که در باب ریاضیات است.
- شرح المجسطی یا شرح تحریر المجسطی، به عربی
- شرح زیج جدید سلطانی، به فارسی
- شرح الدرّالنّظیم فی خواص القرآن الکریم، به عربی